# Progression des records masculins du Maroc en natation de style dos
Cet article présente la progression des records masculins du Maroc en natation de style dos.

## Bassin de 50 mètres

### 50 mètres
| Temps   | Athlète       | Naissance | Âge | Club                 | Compétition                | Lieu       | Date            |
| ------- | ------------- | --------- | --- | -------------------- | -------------------------- | ---------- | --------------- |
| 27 s 24 | Amine Kouame  | 1986      | 22  | USF                  | Championnats du Maroc (f)  | Casablanca | 26 juillet 2008 |
| -----   |               |           |     |                      |                            |            |                 |
| 26 s 69 | Amine Kouame  | 1986      | 23  | US Fès               | Championnats du monde (s)  | Rome       | 1er août 2009   |
| 26 s 30 | Bilal Achelhi | 1992      | 21  | Nautic Club de Nîmes | Championnats de France (s) | Rennes     | 11 avril 2013   |
| 26 s 24 | Bilal Achelhi | 1992      | 21  | Nautic Club de Nîmes | Jeux méditerranéens (s)    | Mersin     | 21 juin 2013    |

### 100 mètres
| Temps   | Athlète       | Naissance | Âge | Club                 | Compétition                           | Lieu          | Date            |
| ------- | ------------- | --------- | --- | -------------------- | ------------------------------------- | ------------- | --------------- |
| 58 s 66 | Amine Kouame  | 1986      | 22  | USF                  | Championnats du Maroc (f)             | Casablanca    | 25 juillet 2008 |
| 58 s 19 | Amine Kouame  | 1986      | 23  | US Fès               | Jeux méditerranéens                   | Pescara       | 30 juin 2009    |
| -----   |               |           |     |                      |                                       |               |                 |
| 57 s 95 | Amine Kouame  | 1986      | 23  | US Fès               | Championnats du monde (s)             | Rome          | 27 juillet 2009 |
| 57 s 77 | Bilal Achelhi | 1992      | 20  |                      | Championnats de France des jeunes (f) | Saint-Raphaël | 1er avril 2012  |
| 57 s 59 | Bilal Achelhi | 1992      | 21  | Nautic Club de Nîmes | Championnats de France (s)            | Rennes        | 9 avril 2013    |
| 57 s 47 | Bilal Achelhi | 1992      | 21  | Nautic Club de Nîmes | Jeux méditerranéens (f)               | Mersin        | 24 juin 2013    |

### 200 mètres
| Temps         | Athlète       | Naissance | Âge | Club | Compétition               | Lieu       | Date            |
| ------------- | ------------- | --------- | --- | ---- | ------------------------- | ---------- | --------------- |
| 2 min 10 s 65 | Amine Kouame  | 1986      | 22  | USF  | Championnats du Maroc (f) | Casablanca | 24 juillet 2008 |
| -----         |               |           |     |      |                           |            |                 |
| 2 min 07 s 59 | Bilal Achelhi |           |     | WAC  | Championnats du monde (s) | Rome       | 30 août 2009    |